# 東川村 (高知県香美郡)
東川村（ひがしがわむら）は、昭和の大合併で消滅した村。高知県の東部に位置する。
1955年4月1日、香美郡岸本町・徳王子村・山北村・山南村・西川村・東川村が対等合併し、香我美町となったために消滅した。尚、東川村と西川村は一部が分村している。以下は合併前日までの情勢である。

## 地理

### 隣接する自治体
- 安芸市
- 安芸郡芸西村
- 香美郡西川村
- 香美郡夜須町

## 歴史

### 近現代
- 1889年4月1日 - 香美郡東川村が成立。
- 1955年4月1日 - 近隣町村との合併により香我美町となり消滅。但し大字細川、羽尾、沢谷、仲木屋は夜須町、大字久重山、道家、国光は安芸郡芸西村に分割編入。香我美町に編入されたのは大字福万、山川、未延、末清、正延、別役、撫川である。

## 学校
- 東川村立東川小学校
- 東川村立撫川小学校
- 東川村立羽尾小学校
- 東川村立羽尾小学校仲木屋分校
- 東川村立久重小学校
- 東川村立東川中学校
- 東川村立撫川中学校